# شهرستان پرومیشلنوفسکی
شهرستان پرومیشلنوفسکی (به لاتین: Promyshlennovsky District) یک شهرستان در روسیه است که در استان کمروو واقع شده‌است.